# Hangapa parallela
Hangapa parallela är en insektsart som beskrevs av Young 1986. Hangapa parallela ingår i släktet Hangapa och familjen dvärgstritar. Inga underarter finns listade i Catalogue of Life.